# 思い出のメロディー
『思い出のメロディー』（おもいでのメロディー）は、1969年から2019年まで、毎年8月に放送していたNHKの大型公開音楽番組である。初年度からカラー放送。

## 概要
本番組はNHKの主要な音楽番組特番のひとつで、「夏の紅白」とも俗称された。
平年は、8月の第2ないし第3土曜日の19:30から概ね年度によりニュースによる中断を挟み、21-22時前までNHK総合、ラジオ第1と海外向けのNHKワールド・プレミアム、NHKワールド・ラジオ日本の各チャンネルで同時放送していた。
総合テレビは字幕放送を実施している。ステレオ放送開始は第12回（1980年）から実施していた。
番組開始当初は渋谷公会堂を会場としたが、NHKホールが完成した第5回（1973年）以降は原則同所で開催していた。
司会は1 - 3人の体制で、うち1人はNHKアナウンサーが起用されることが恒例であった。現職のNHKアナウンサーが一切起用されなかったケースは第25回（1993年）、第26回（1994年）の2回のみである。NHK関係者は本番組の司会選出基準について、「原則として同年のNHK番組に貢献していること」と語っている。民放のアナウンサー出身者が司会に選出されたケースは、紅白では実例があるが、本番組では1人もいない。
各年、テーマに沿った昭和の名曲・懐メロを中心に、視聴者から寄せられたリクエストやエピソードなどで構成される。
元々は放送開始が1969年ということもあり、昭和一桁（1920年代後半）から30年代（1955年から1965年）までの流行歌がメインで取り上げられているが、時代の流れによる視聴者の世代交代に合わせてアイドル歌謡曲やロック、平成の楽曲の割合が増えてきている。
『NHK紅白歌合戦』では忌避される傾向にある任侠ものの演歌も、本番組では歌われることがある。1960年代から70年代前半にかけて、性的表現などを理由にNHKが規制していた楽曲が2000年代以降に本番組で歌われることがあった。
第6回（1974年）から第19回（1987年）までのオープニングでは、かつてラジオ第1で放送されていた歌謡番組『今週の明星』のテーマソングが歌われていた。
番組のラストでは、全出演者が登場して大合唱した。
2001年以降は本番組の近畿地方版『わが心の大阪メロディー』が放送されている。
放送が開始される9年前の1960年11月26日に、午後1:00から午後2:00にかけての放送枠で同名の番組が放送されていた。出演者は藤山一郎や渡辺はま子、内海一郎らがいた。
チャンネル銀河で90年代以降の数本が再放送されていた。お便りの視聴者名紹介も変更していない。

## 番組の終焉と後継番組
2020年は東京オリンピックと開催時期が重複するために当初は放送を予定しなかったが、新型コロナウィルス感染症の影響でオリンピック開催が延期され、同年8月8日に代替番組として『ライブ・エール 〜今こそ音楽でエールを〜』が放送された。翌年以降も、『ライブ・エール』が放送されていることから、本番組は2019年の第51回の放送をもって終了。50年の歴史に幕を降ろした。

## 放送リスト
| 放送回 | 放送日        | 会場                 | 司会者                  | 司会者     | 放送形態 | 備考                       |
| 放送回 | 放送日        | 会場                 | 男性                    | 女性       | 放送形態 | 備考                       |
| ------ | ------------- | -------------------- | ----------------------- | ---------- | -------- | -------------------------- |
| 第1回  | 1969年8月2日  | 渋谷公会堂           | 宮田輝                  | （なし）   | 生放送   |                            |
| 第2回  | 1970年8月8日  | 大阪万博万国博ホール | 宮田輝                  | （なし）   | 生放送   |                            |
| 第3回  | 1971年8月14日 | 渋谷公会堂           | 宮田輝                  | （なし）   | 収録     |                            |
| 第4回  | 1972年7月29日 | 渋谷公会堂           | 宮田輝                  | （なし）   | 収録     |                            |
| 第5回  | 1973年8月4日  | NHKホール            | 宮田輝                  | （なし）   | 収録     |                            |
| 第6回  | 1974年8月3日  | NHKホール            | 山川静夫                | 佐良直美   | 収録     |                            |
| 第7回  | 1975年8月2日  | NHKホール            | 相川浩                  | 倍賞千恵子 | 収録     |                            |
| 第8回  | 1976年8月7日  | NHKホール            | 相川浩                  | 森光子     | 収録     |                            |
| 第9回  | 1977年8月13日 | NHKホール            | 相川浩                  | 森光子     | 収録     |                            |
| 第10回 | 1978年8月12日 | NHKホール            | 相川浩                  | 森光子     | 収録     |                            |
| 第11回 | 1979年8月11日 | NHKホール            | 相川浩                  | 芳村真理   | 収録     |                            |
| 第12回 | 1980年8月9日  | NHKホール            | 山川静夫                | 竹下景子   | 収録     |                            |
| 第13回 | 1981年8月8日  | NHKホール            | 相川浩                  | 星野知子   | 収録     |                            |
| 第14回 | 1982年8月7日  | NHKホール            | 相川浩                  | 原日出子   | 収録     |                            |
| 第15回 | 1983年8月13日 | NHKホール            | 相川浩                  | 森光子     | 収録     |                            |
| 第16回 | 1984年8月18日 | NHKホール            | 相川浩                  | 紺野美沙子 | 収録     |                            |
| 第17回 | 1985年8月17日 | NHKホール            | 相川浩                  | 美空ひばり | 収録     |                            |
| 第18回 | 1986年8月16日 | NHKホール            | 相川浩                  | 荻野目慶子 | 収録     |                            |
| 第19回 | 1987年8月8日  | NHKホール            | 相川浩                  | 桜田淳子   | 収録     |                            |
| 第20回 | 1988年8月13日 | NHKホール            | （なし）                | 杉浦圭子   | 収録     |                            |
| 第21回 | 1989年8月12日 | 大阪城ホール         | 笑福亭仁鶴              | 杉浦圭子   | 収録     | 大阪市制100周年            |
| 第22回 | 1990年8月11日 | NHKホール            | （なし）                | 杉浦圭子   | 収録     |                            |
| 第23回 | 1991年8月10日 | NHKホール            | 葛西聖司 徳田章         | （なし）   | 収録     |                            |
| 第24回 | 1992年8月15日 | NHKホール            | 西田敏行 徳田章         | 泉ピン子   | 収録     |                            |
| 第25回 | 1993年8月14日 | NHKホール            | 鈴木健二                | 東ちづる   | 収録     |                            |
| 第26回 | 1994年8月13日 | 大阪城ホール         | 桂文珍                  | 和田アキ子 | 収録     | 関西国際空港開港記念       |
| 第27回 | 1995年8月12日 | 愛知県芸術劇場       | 宮本隆治                | 竹下景子   | 収録     | 名古屋放送局開局70周年記念 |
| 第28回 | 1996年8月17日 | NHKホール            | 宮本隆治                | 竹下景子   | 収録     |                            |
| 第29回 | 1997年8月16日 | NHKホール            | 宮本隆治                | 松坂慶子   | 生放送   |                            |
| 第30回 | 1998年8月8日  | NHKホール            | 宮本隆治                | 松坂慶子   | 生放送   |                            |
| 第31回 | 1999年8月14日 | 神奈川県民ホール     | 宮本隆治                | 黒木瞳     | 生放送   |                            |
| 第32回 | 2000年8月12日 | NHKホール            | 宮本隆治                | 紺野美沙子 | 生放送   |                            |
| 第33回 | 2001年8月11日 | NHKホール            | 宮本隆治                | 国仲涼子   | 生放送   |                            |
| 第34回 | 2002年8月10日 | 大宮ソニックシティ   | 宮本隆治                | 高島礼子   | 生放送   |                            |
| 第35回 | 2003年8月9日  | NHKホール            | 宮本隆治                | 仲間由紀恵 | 生放送   |                            |
| 第36回 | 2004年8月7日  | NHKホール            | 宮本隆治                | 松坂慶子   | 生放送   |                            |
| 第37回 | 2005年8月16日 | NHKホール            | 船越英一郎              | 黒崎めぐみ | 生放送   |                            |
| 第38回 | 2006年8月12日 | NHKホール            | 堀尾正明                | 秋吉久美子 | 生放送   |                            |
| 第39回 | 2007年8月11日 | NHKホール            | 三宅裕司                | 島津有理子 | 生放送   |                            |
| 第40回 | 2008年8月30日 | NHKホール            | 氷川きよし 阿部渉       | 松坂慶子   | 収録     |                            |
| 第41回 | 2009年8月22日 | NHKホール            | 伊東四朗 小田切千       | 菊川怜     | 収録     |                            |
| 第42回 | 2010年8月21日 | NHKホール            | 三宅裕司 小田切千       | 松下奈緒   | 収録     |                            |
| 第43回 | 2011年8月13日 | NHK大阪ホール        | 井ノ原快彦（V6）        | 有働由美子 | 生放送   |                            |
| 第44回 | 2012年8月18日 | NHKホール            | 市川猿之助              | 黒崎めぐみ | 収録     |                            |
| 第45回 | 2013年8月10日 | NHKホール            | 斎藤工 石澤典夫         | 杏         | 生放送   |                            |
| 第46回 | 2014年8月9日  | NHKホール            | 綾小路きみまろ 高山哲哉 | 仲間由紀恵 | 生放送   |                            |
| 第47回 | 2015年8月8日  | NHKホール            | 北島三郎 阿部渉         | 松坂慶子   | 生放送   |                            |
| 第48回 | 2016年8月27日 | NHKホール            | 萩本欽一 高山哲哉       | 高畑充希   | 収録     |                            |
| 第49回 | 2017年8月5日  | NHKホール            | 氷川きよし              | 有働由美子 | 生放送   |                            |
| 第50回 | 2018年8月18日 | NHKホール            | 氷川きよし 高瀬耕造     | 木村佳乃   | 収録     |                            |
| 第51回 | 2019年8月17日 | NHKホール            | 東山紀之                | 小野文惠   | 収録     | 2023年時点で最後の放送     |

### 主な出来事
- 第2回（1970年）

万国博ホールにて収録。出演予定でこの年の5月19日に死去した岡晴夫を偲び、坂本九とかしまし娘が「啼くな小鳩よ」を歌唱。
- 第4回（1972年）

本番組最高の36.7％の視聴率を記録。
- 第6回（1974年）

この年の6月21日に死去した小唄勝太郎を偲び、最後は全員で「東京音頭」を合唱。
- 第10回（1978年）

この年の7月25日に死去した古賀政男のコーナーを放送。
- 第13回（1981年）

昭和30年代のヒット曲を中心に放送。
- 第16回（1984年）

この年の4月24日に死去した霧島昇を偲び、最後は全員で「誰か故郷を想わざる」を合唱。松田聖子、中森明菜が初出演。
- 第17回（1985年）

現役を引退したばかりの近江俊郎（のち活動復帰）が「湯の町エレジー」を歌唱。また、「有楽町で逢いましょう」を歌唱したフランク永井は放送の2か月後、不慮の出来事（自殺未遂）により事実上引退、生前最後のテレビ出演（2008年10月27日死去）となった。
- 第19回（1987年）

日本国憲法施行40年を記念して、1947年のヒット曲特集を放送。
- 第21回（1989年）

大阪市制100年を記念し、大阪城ホールから放送。この年の6月24日に死去した美空ひばりを偲び、過去の出演映像等で特集を放送。
- 第25回（1993年）

藤山一郎が生前最後のテレビ出演となる（収録録画）。放送1週間後の8月21日に死去。ヤング101の歴代メンバーの中から17名が再集結。
- 第26回（1994年）

林伊佐緒が出演し、ヒット曲「高原の宿」を歌唱。翌年9月29日死去。
- 第27回（1995年）

戦後50年特集として、1946年のヒット曲特集を放送。
- 第28回（1996年）

『ニッポン歌謡黄金時代』をテーマに昭和40年代の曲を中心に放送。
- 第30回（1998年）

この年の6月10日に死去した吉田正を偲び、吉田メロディー特集を放送。
- 第32回（2000年）

この年の5月30日に死去した井上大輔を偲び、ジャッキー吉川とブルー・コメッツが再結成。「ブルー・シャトウ」を歌唱。
- 第33回（2001年）

ザ・ドリフターズが出演。「ドリフ音頭（北海盆唄より）」を歌唱、また学校コントやヒゲダンスといった演目を披露した。柏原芳恵が初出演。
- 第34回（2002年）

ヴィレッジ・シンガーズが再結成。「亜麻色の髪の乙女」を歌唱。ヤング101の歴代メンバー26名も再集結。途中で石野真子、柏原芳恵らによる「ムーンライト・カーニバル」（『レッツゴーヤング』OPテーマ）が披露された。
- 第35回（2003年）

ザ・ゴールデン・カップスが再結成。「長い髪の少女」など3曲を歌唱。
- 第36回（2004年）

「スパーク3人娘」として人気だった園まり、中尾ミエ、伊東ゆかりが再結成。中尾と伊東で「ザ・ピーナッツメドレー」を歌唱。また「レッツヤン同窓会」として、『レッツゴーヤング』歴代司会者の鈴木ヒロミツ・平尾昌晃・太川陽介・榊原郁恵・石川ひとみが出演した。
- 第37回（2005年）

C-C-Bが再結成。ロックテイストにアレンジした「Romanticが止まらない」を披露した。田原俊彦、南野陽子が初出演。
- 第38回（2006年）

「レ・ガールズ」として人気だった西野バレエ団の金井克子、由美かおる、奈美悦子が37年ぶりに再結成。
- 第39回（2007年）

森田健作が出演し、代表曲で同年8月1日に死去した阿久悠が作詞の「さらば涙と言おう」を歌唱した。また他にも阿久作詞の曲ではあべ静江がにみずいろの手紙」を、岩崎宏美が「思秋期」をそれぞれ歌唱。また、同年3月27日に死去した植木等の追悼コーナーも設けられた。
- 第40回（2008年）

松坂慶子と番組の女性司会最多記録を保持する森光子が歌手として出演。交友の深かった美空ひばりの「東京キッド」をトリで歌唱（森は過去に司会を務めた回でも歌を披露している）。これが森自身生涯最後の本番組出演となった（2012年11月10日、92歳で死去）。また、ヒロシ&キーボーがNHK初登場。
- 第41回（2009年）

「開港150年〜横浜の名曲特集」コーナーにて、いしだあゆみが13年ぶりにステージに立ち、自身の代表曲に「ブルー・ライト・ヨコハマ」を熱唱。また、『第1回NHK紅白歌合戦』再現コーナーが設けられ2006年末でプロ歌手を引退していた菅原都々子が3年ぶりに出演し、一夜限りの特別出演で第1回紅白歌唱曲『憧れの住む町』を披露。
- 第42回（2010年）

いずみたくの生誕80周年「いずみたくメモリアル」コーナーを実施。熊倉一雄（『ゲゲゲの鬼太郎』アニメ版第1シリーズの主題歌歌手）と、連続テレビ小説『ゲゲゲの女房』にヒロインとして出演中だった司会の松下奈緒が、『ゲゲゲ』つながりで共演した。
- 第43回（2011年）

河島英五の阪神・淡路大震災復興支援イベントの10年について『チャリティーコンサート"復興の詩"』について紹介し、河島アナム（河島の次女で歌手）と、長男の河島翔馬、を河島に楽曲提供された加藤登紀子が、「生きてりゃいいさ」を歌った。
- 第44回（2012年）

2007年末を以って一旦解散した狩人が、同番組で5年ぶりに再結成。デビュー曲の「あずさ2号」を披露した。荻野目洋子が初出演。
- 第45回（2013年）

テレビ60年
- 第46回（2014年）

西城秀樹が二度目の脳梗塞公表後初の出演を果たし、「情熱の嵐」、「YOUNG MAN (Y.M.C.A.)」の2曲を披露。しかし、今回以降4年後に死去するまでの間に出演は叶わず、生前最後の本番組出演となった。
- 第47回（2015年）

当時大相撲力士で元大関・若嶋津との結婚を機に1985年6月を以って芸能界を引退、放送当時は二所ノ関親方夫人（おかみ）として二所ノ関部屋（現・放駒部屋）を切り盛りしていた高田みづえが生出演。音楽番組への登場は30年ぶり（NHKホールの出演は1984末の『第35回NHK紅白歌合戦』以来31年ぶり）で『硝子坂』と「私はピアノ」の2曲を披露した。
- 第49回（2017年）

ゲストにはこの年の6月に引退した将棋棋士・九段の加藤一二三が登場したほか、女性デュオのあみん（岡村孝子・加藤晴子）が約9年ぶりに一夜限りのテレビ復活出演を果たし「待つわ」を披露した。第1回NHK紅白歌合戦出場歌手最後の存命者となっている菅原都々子が3年ぶりに出演し、「月がとっても青いから」を披露。菅原は放送翌日に90歳を迎えた。
- 第50回（2018年）

この年の5月に逝去した西城秀樹を偲んで、オープニングでは4年前の第46回での歌唱映像を使用する形で、生前の西城と出演歌手全員で「情熱の嵐」を歌唱。追悼コーナーでは、司会の氷川きよしが「傷だらけのローラ」を歌唱し、野口五郎が「ブルースカイ ブルー」を西城の歌声音源とコラボレーションする形で歌唱した。またかつて一世を風靡したアイドルデュオコンビ・Winkが2008年12月の『第50回日本レコード大賞』（TBS系）以来、9年8か月ぶりに一夜だけのテレビ復活を果たした。90歳を迎えた菅原都々子が前回に引き続き出演し、「連絡船の唄」を披露。90代の出場歌手は当番組史上初。
- 第51回（2019年）

8月3日収録。同年7月9日に死去したジャニーズ事務所社長ジャニー喜多川を偲んで、ジャニーズのスペシャルステージを展開。また小林幸子の巨大衣装（2010年NHK紅白で使用されたもの）やよみうりテレビ『全日本歌謡選手権』特集、横浜・八景島シーパラダイスからは城みちるとイルカショー、年内で芸能界引退の森昌子と過去の森昌子とのデュエットを展開。また副音声では「志らく&ミッツのウラトーク」を生放送で展開。「NHKグループ働き方改革宣言」の一環として放送時間も大幅短縮。

## 出演者・セットリスト

### 第45回（2013年）
| 曲順 | 歌手名                                 | 楽曲                                                                                        |
| 前編 | 前編                                   | 前編                                                                                        |
| ---- | -------------------------------------- | ------------------------------------------------------------------------------------------- |
| 1    | 出演者全員                             | 上を向いて歩こう                                                                            |
| 2    | 太田裕美                               | 木綿のハンカチーフ                                                                          |
| 3    | 岩崎宏美                               | シンデレラ・ハネムーン                                                                      |
| 4    | 渡辺真知子                             | かもめが飛んだ日                                                                            |
| 5    | 鈴木梨央                               | ひょっこりひょうたん島、コンピュータおばあちゃん、できるかな、ピンポンパン体操、だんご3兄弟 |
| 6    | 鈴木梨央・杏                           | 切手のない贈り物                                                                            |
| 7    | 坂本冬美                               | 東京ブギウギ                                                                                |
| 8    | 辺見マリ                               | 経験                                                                                        |
| 9    | じゅん&ネネ                            | 愛するってこわい                                                                            |
| 10   | 布施明                                 | 愛は不死鳥                                                                                  |
| 11   |                                        | 『おしん』メインテーマ                                                                      |
| 12   |                                        | 『あまちゃん』オープニングテーマ                                                            |
| 13   | ペギー葉山                             | 学生時代                                                                                    |
| 14   | こまどり姉妹                           | ソーラン渡り鳥                                                                              |
| 15   | 森麻季                                 | 花は咲く                                                                                    |
| 16   | 北原ミレイ                             | 石狩挽歌                                                                                    |
| 17   | 細川たかし                             | 心のこり                                                                                    |
| 18   | 石川さゆり                             | 風の盆恋歌                                                                                  |
| 19   | 田端義夫・氷川きよし                   | 帰り船                                                                                      |
| 後編 |                                        |                                                                                             |
| 20   | 夏川りみ・岩崎宏美・布施明・氷川きよし | 夢で逢いましょう                                                                            |
| 21   |                                        | ザ・ヒットパレードのテーマ・笑点のテーマ・オリンピック東京大会ファンファーレ                |
| 22   | ささきいさお                           | ウルトラマンのテーマ                                                                        |
| 23   |                                        | 「11P.M.」のテーマ・ゲバゲバ90分のテーマ・太陽にほえろ!のテーマ                             |
| 24   | もんたよしのり                         | ダンシング・オールナイト                                                                    |
| 25   | 山本譲二                               | みちのく一人旅                                                                              |
| 26   | ささきいさお                           | 宇宙戦艦ヤマト                                                                              |
| 27   | 毎川陽子                               | キュティーハニー                                                                            |
| 28   |                                        | 妖怪人間ベム・ルパン三世のテーマ                                                            |
| 29   | 水木一郎                               | マジンガーZ                                                                                 |
| 30   | ささきいさお・毎川陽子・水木一郎       | 鉄腕アトム                                                                                  |
| 31   | 浅香唯                                 | C-Girl                                                                                      |
| 32   | 藤田恵美                               | 陽だまりの詩                                                                                |
| 33   | TRF                                    | EZ DO DANCE・survival dAnce ～no no cry more～・BOY MEETS GIRL                              |
| 34   | 青木光一                               | 柿の木坂の家                                                                                |
| 35   | 夏川りみ                               | 愛燦燦                                                                                      |
| 36   | 天童よしみ                             | 歌は我が命                                                                                  |
| 37   | 出演者全員                             | 涙を超えて                                                                                  |

### 第46回（2014年）
| 曲順 | 歌手名                                   | 楽曲                                       |
| ---- | ---------------------------------------- | ------------------------------------------ |
| 1    | 出演者全員                               | リンゴの唄                                 |
| 2    | 黛ジュン                                 | 天使の誘惑                                 |
| 3    | 二宮ゆき子                               | まつのき小唄                               |
| 4    | 一節太郎                                 | 浪曲子守唄                                 |
| 5    | アグネス・チャン                         | ひなげしの花                               |
| 6    | 大津美子                                 | ここに幸あり                               |
| 7    | あおい輝彦                               | あなただけを                               |
| 8    | 菅原都々子                               | 月がとっても青いから                       |
| 9    | 青木光一                                 | 柿の木坂の家                               |
| 10   | 香西かおり・マヒナスターズ               | お座敷小唄                                 |
| 11   | ペギー葉山                               | 学生時代                                   |
| 12   | 青山和子                                 | 愛と死をみつめて                           |
| 13   | 福田こうへい                             | 東京五輪音頭                               |
| 14   | 川中美幸                                 | からたち日記                               |
| 15   | 水森かおり                               | 逢いたいなァあの人に                       |
| 16   | 伍代夏子                                 | りんどう峠                                 |
| 17   | 藤あや子                                 | 愛のさざなみ                               |
| 18   | 川中美幸・藤あや子・伍代夏子・水森かおり | 人生いろいろ                               |
| 19   | 橋幸夫                                   | 潮来笠                                     |
| 20   | 鶴岡雅義と東京ロマンチカ                 | 君は心の妻だから                           |
| 21   | 由紀さおり                               | 手紙                                       |
| 22   | 氷川きよし                               | 長崎の鐘                                   |
| 23   | 西城秀樹                                 | 情熱の嵐・ヤングマン（Y.M.C.A.）           |
| 24   | 宝塚歌劇団 雪組                          | 風のささやき・BY MY SIDE・すみれの花咲く頃 |
| 25   | 八代亜紀                                 | なみだ恋                                   |
| 26   | 瀬口侑希・山内惠介                       | 銀座の恋の物語                             |
| 27   | 金井克子                                 | 他人の関係                                 |
| 28   | 菅原洋一                                 | 今日でお別れ                               |
| 29   | 天童よしみ                               | 愛燦燦                                     |
| 30   | 石原裕次郎                               | 粋な別れ                                   |
| 31   | 五木ひろし                               | 追憶                                       |
| 32   | 出演者全員                               | 青い山脈                                   |

### 第47回（2015年）
| 曲順 | 歌手名               | 楽曲                                     |
| ---- | -------------------- | ---------------------------------------- |
| 1    | 出演者全員           | 東京ブギウギ、リンゴの唄                 |
| 2    | 石川さゆり           | みかんの花咲く丘                         |
| 3    | 二葉百合子           | 岸壁の母                                 |
| 4    | 水森かおり           | 東京の花売娘                             |
| 5    | 安藤まり子           | 毬藻の歌                                 |
| 6    | 福田こうへい         | 憧れのハワイ航路                         |
| 7    | 初代コロムビアローズ | 東京のバスガール                         |
| 8    | 島津亜矢             | 東京だョおっ母さん                       |
| 9    | 小林旭               | アキラのズンドコ節                       |
| 10   | アキラのズンドコ節   | ミヨちゃん                               |
| 11   | 北島三郎             | ギター仁義                               |
| 12   | 氷川きよし           | 上を向いて歩こう・世界の国からこんにちは |
| 13   | 梶芽衣子             | 怨み節                                   |
| 14   | ヘドバ・山内惠介     | ナオミの夢                               |
| 15   | ジローズ             | 戦争を知らない子供たち                   |
| 16   | 夏川りみ             | さとうきび畑                             |
| 17   | 高田みづえ           | 硝子坂・私はピアノ                       |
| 18   | 田原俊彦             | ごめんよ涙、抱きしめてTONIGHT            |
| 19   | 松坂慶子             | 愛の水中花                               |
| 20   | 森昌子               | 哀しみ本線日本海                         |
| 21   | 渥美二郎             | 夢追い酒                                 |
| 22   | 石川ひとみ           | まちぶせ                                 |
| 23   | 松崎しげる           | 愛のメモリー                             |
| 24   | 小林明子             | 恋におちて-Fall in love-                 |
| 25   | 荻野目洋子           | 六本木純情派                             |
| 26   | 天童よしみ           | 川の流れのように                         |
| 27   | 五木ひろし           | 夜霧よ今夜も有難う                       |
| 28   | 北島三郎             | 帰ろかな                                 |
| 29   | 出演者全員           | 青い山脈                                 |

### 第48回（2016年）
| 曲順 | 歌手名                       | 楽曲                      |
| ---- | ---------------------------- | ------------------------- |
| 1    | 出演者全員                   | 上を向いて歩こう          |
| 2    | 水前寺清子                   | 三百六十五歩のマーチ      |
| 3    | 三山ひろし                   | お富さん                  |
| 4    | ロス・インディオス・丘みどり | 別れても好きな人          |
| 5    | 山田太郎                     | 新聞少年                  |
| 6    | 二宮ゆき子                   | まつのき小唄              |
| 7    | 水森かおり                   | つぐない                  |
| 8    | 今陽子                       | 恋の季節                  |
| 9    | 菅原洋一                     | 今日でお別れ              |
| 10   | イモ欽トリオ'16              | ハイスクールララバイ      |
| 11   | 細川たかし                   | 北酒場                    |
| 12   | わらべ                       | もしも明日が…。           |
| 13   | 渡辺マリ                     | 東京ドドンパ              |
| 14   | 市川由紀乃                   | この世の花                |
| 15   | ペギー葉山                   | 学生時代                  |
| 16   | 大津美子                     | ここに幸あり              |
| 17   | 堺正章                       | さらば恋人                |
| 18   | 北島三郎                     | 北の漁場                  |
| 19   | 倍賞千恵子                   | オホーツクの舟唄          |
| 20   | 氷川きよし                   | 見上げてごらん夜の星を    |
| 21   | 堺正章・井上順               | あのとき君は若かった      |
| 22   | ジャッキー吉川、三原綱木     | ブルー・シャトウ          |
| 23   | 真木ひでと                   | スワンの涙                |
| 24   | 加橋かつみ                   | シーサイド・バウンド      |
| 25   | 堺正章・井上順               | バン・バン・バン          |
| 26   | 雪村いづみ                   | 想い出のワルツ            |
| 27   | 城みちる                     | イルカにのった少年        |
| 28   | 石野真子                     | 石野真子                  |
| 29   | 山口百恵                     | ひと夏の経験              |
| 30   | 内藤やす子                   | 六本木ララバイ            |
| 31   | 荒木一郎                     | 空に星があるように        |
| 32   | ゴダイゴ                     | MONKEY MAGIC・銀河鉄道999 |
| 33   | 島津亜矢                     | 夫婦春秋                  |
| 34   | 天童よしみ                   | 愛燦燦                    |
| 35   | 北島三郎                     | 風雪ながれ旅              |
| 36   | 出演者全員                   | 涙をこえて                |

### 第49回（2017年）
| 曲順 | 歌手名                                                     | 楽曲                                                                               |
| ---- | ---------------------------------------------------------- | ---------------------------------------------------------------------------------- |
| 1    | 出演者全員                                                 | 皆の衆                                                                             |
| 2    | 山本リンダ                                                 | 狙いうち                                                                           |
| 3    | 辺見マリ                                                   | 経験                                                                               |
| 4    | 福田こうへい・三山ひろし                                   | 達者でナ                                                                           |
| 5    | 浅丘ルリ子                                                 | 愛の化石                                                                           |
| 6    | 小林旭                                                     | ギターを持った渡り鳥・自動車ショー歌・ダイナマイトが百五十屯・昔の名前で出ています |
| 7    | 五月みどり                                                 | おひまなら来てね                                                                   |
| 8    | 市川由紀乃、丘みどり                                       | 三味線ブギウギ                                                                     |
| 9    | 五月みどり・マヒナスターズ・山内惠介・市川由紀乃・丘みどり | お座敷小唄                                                                         |
| 10   | 菅原都々子                                                 | 月がとっても青いから                                                               |
| 11   | 島津亜矢・山田姉妹                                         | 故郷                                                                               |
| 12   | 伊東ゆかり・中尾ミエ・園まり                               | ヴァケーション                                                                     |
| 13   | 伊東ゆかり                                                 | 小指の想い出                                                                       |
| 14   | 園まり                                                     | 逢いたくて逢いたくて                                                               |
| 15   | 中尾ミエ                                                   | 可愛いベイビー                                                                     |
| 16   | 伊東ゆかり、中尾ミエ、園まり                               | ボーイ・ハント                                                                     |
| 17   | 倍賞千恵子                                                 | さくらのバラード                                                                   |
| 18   | 氷川きよし                                                 | 一本の鉛筆                                                                         |
| 19   | 西田敏行                                                   | もしもピアノが弾けたなら                                                           |
| 20   | 伊藤咲子                                                   | ひまわり娘                                                                         |
| 21   | 石野真子                                                   | 狼なんか怖くない                                                                   |
| 22   | 石川さゆり                                                 | 津軽海峡・冬景色                                                                   |
| 23   | 高橋真梨子                                                 | ジョニィへの伝言・五番街のマリーへ                                                 |
| 24   | 小林旭                                                     | 熱き心に                                                                           |
| 25   | ビリー・バンバン                                           | さよならをするために                                                               |
| 26   | あみん                                                     | 待つわ                                                                             |
| 27   | 石原裕次郎、水森かおり                                     | 二人の世界                                                                         |
| 28   | 天童よしみ                                                 | 人生一路                                                                           |
| 29   | 森進一                                                     | 北の螢                                                                             |

### 第50回（2018年）
| 曲順 | 歌手名                                                 | 楽曲                                              |
| ---- | ------------------------------------------------------ | ------------------------------------------------- |
| 1    | 西城秀樹・出演者全員                                   | 情熱の嵐                                          |
| 2    | 小柳ルミ子                                             | 瀬戸の花嫁                                        |
| 3    | 細川たかし                                             | 望郷じょんがら                                    |
| 4    | あべ静江                                               | みずいろの手紙                                    |
| 5    | 野口五郎                                               | 甘い生活                                          |
| 6    | 金井克子・純烈                                         | 他人の関係                                        |
| 7    | ロザンナ・山内惠介                                     | 愛の奇跡                                          |
| 8    | 水森かおり                                             | 雨がやんだら                                      |
| 9    | 鶴岡雅義と東京ロマンチカ・三山ひろし                   | 小樽のひとよ                                      |
| 10   | 菅原都々子                                             | 連絡船の唄                                        |
| 11   | 森進一                                                 | 港町ブルース                                      |
| 12   | 北島三郎・氷川きよし・北山たけし・山内惠介・三山ひろし | 函館の女                                          |
| 13   | 石丸幹二                                               | ゆけゆけ飛雄馬                                    |
| 14   | 水前寺清子                                             | 三百六十五歩のマーチ                              |
| 15   | 由紀さおり                                             | 夜明けのスキャット                                |
| 16   | 美輪明宏                                               | ヨイトマケの唄                                    |
| 17   | 由紀さおり・安田祥子 他                                | 里の秋                                            |
| 18   | 木村佳乃、大角ゆき 他                                  | みかんの花咲く丘                                  |
| 19   | 荻野目洋子                                             | ダンシング・ヒーロー（Eat You Up）                |
| 20   | 長山洋子                                               | ヴィーナス                                        |
| 21   | 小林幸子                                               | おもいで酒                                        |
| 22   | 氷川きよし                                             | 傷だらけのローラ                                  |
| 23   | 中村雅俊                                               | あの素晴らしい愛をもう一度・ふれあい              |
| 24   | 市川由紀乃                                             | 東京キッド                                        |
| 25   | 氷川きよし                                             | 嵐を呼ぶ男                                        |
| 26   | 丘みどり                                               | 南国土佐を後にして                                |
| 27   | 三田明                                                 | 美しい十代                                        |
| 28   | 青山和子                                               | 愛と死をみつねて                                  |
| 29   | 北山たけし・市川由紀乃・丘みどり                       | 二人の銀座                                        |
| 30   | 天童よしみ                                             | 東京五輪音頭                                      |
| 31   | Wink                                                   | 淋しい熱帯魚・愛が止まらない～Turn it into love～ |
| 32   | 森進一                                                 | おふくろさん                                      |
| 33   | 北島三郎                                               | まつり                                            |

## 各局の夏の大型音楽番組
- 夏祭りにっぽんの歌（テレビ東京、1970年 - 2019年）
- 音楽の日（TBS系列、2011年 - ）
- FNS歌謡祭 夏[注 20]（フジテレビ系列、2012年 - ）
- THE MUSIC DAY（日本テレビ系列、2013年 - ）
- テレ東音楽祭[注 21]（テレビ東京系列ほか、2014年 - 。6月に放送）
- ミュージックステーションウルトラFES（テレビ朝日系列、2015 - 2018年。9月に放送）